# Merguitxovka
Merguitxovka (en rus: Мергичёвка) és un poble de l'óblast de Saràtov, a Rússia, segons el cens del 2010 tenia 67 habitants. Pertany al districte municipal de Saràtov.